# Neivamyrmex nigrescens
Neivamyrmex nigrescens är en myrart som först beskrevs av Cresson 1872.  Neivamyrmex nigrescens ingår i släktet Neivamyrmex och familjen myror. Inga underarter finns listade i Catalogue of Life.

## Bildgalleri

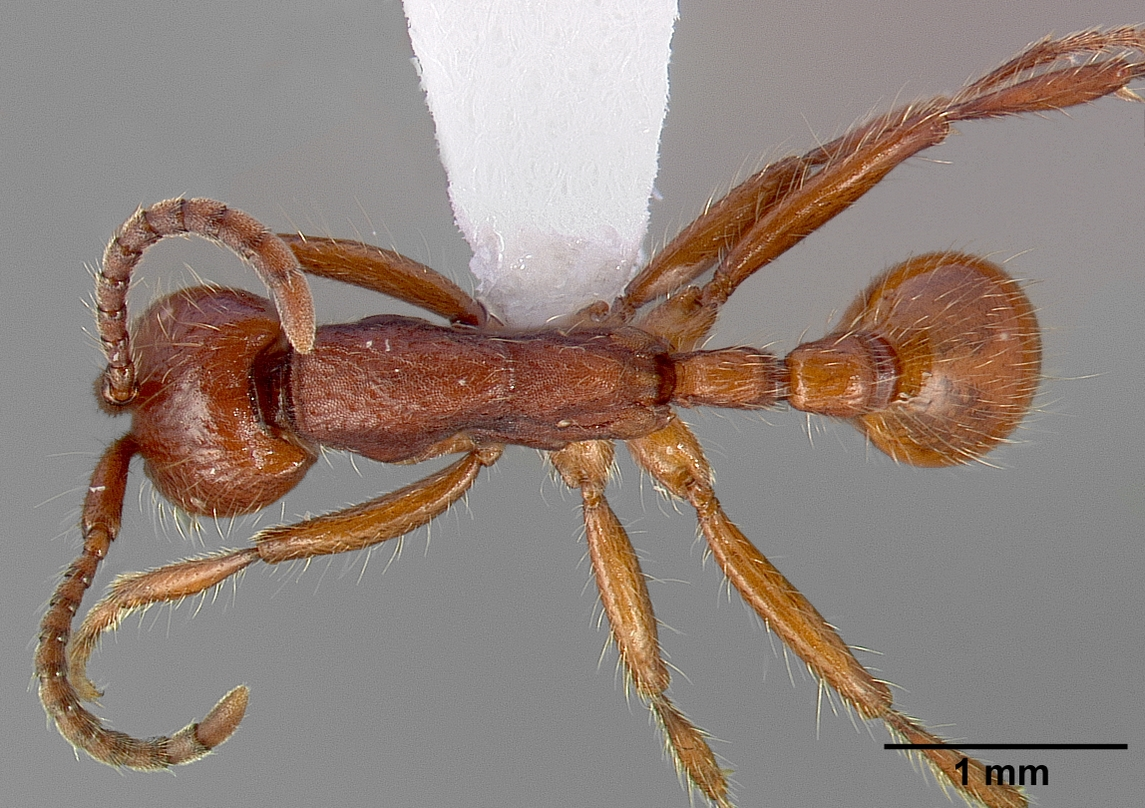
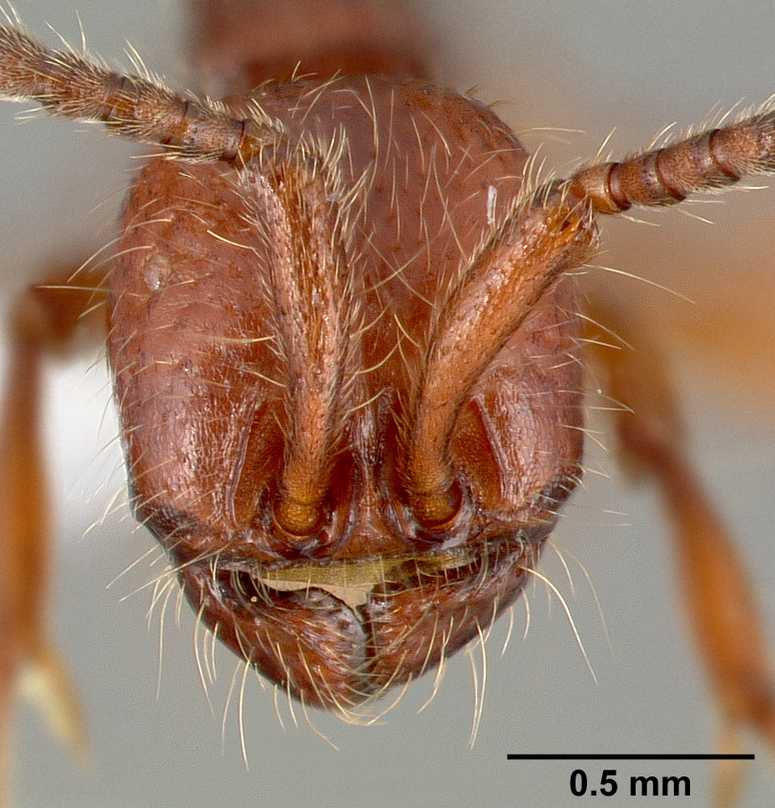
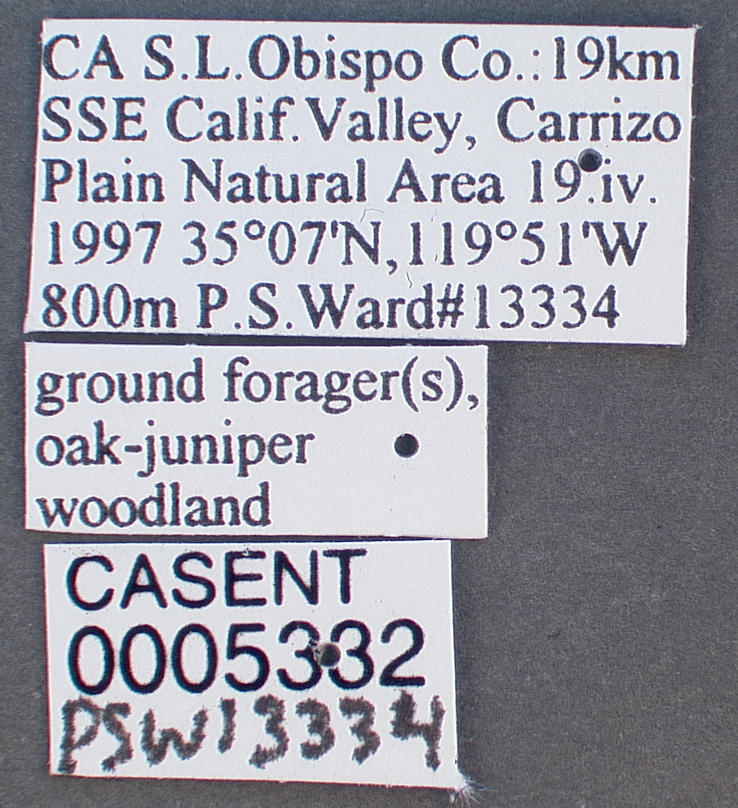
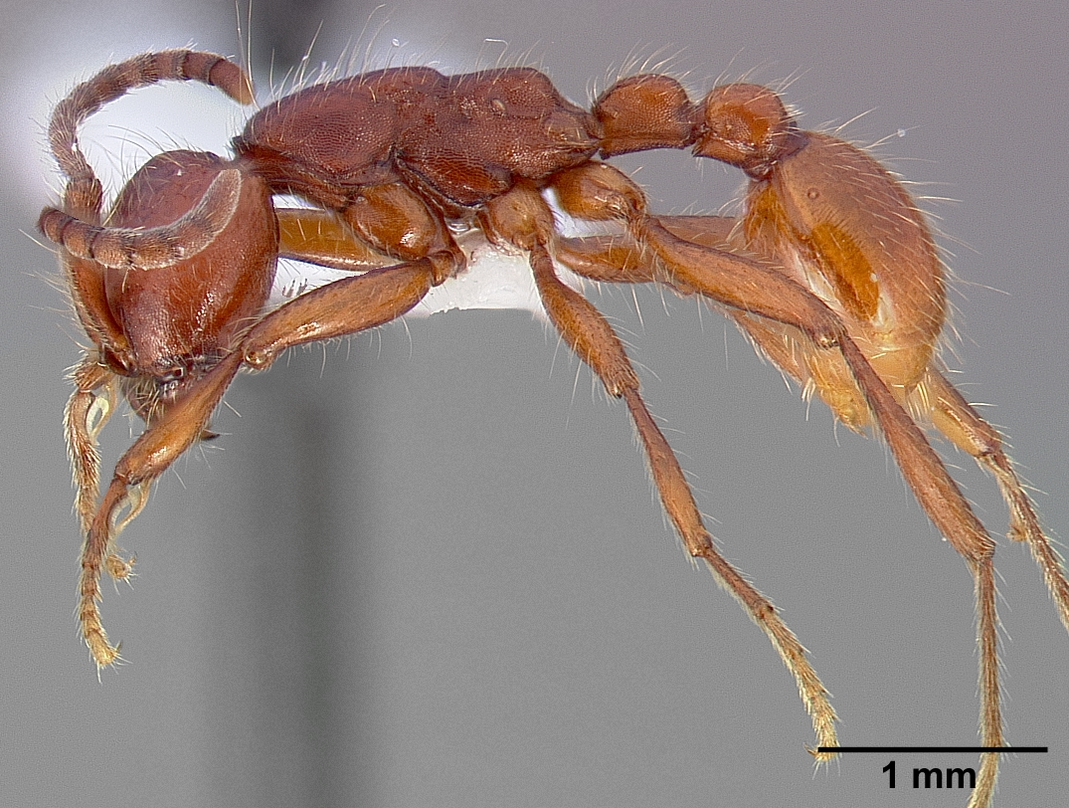
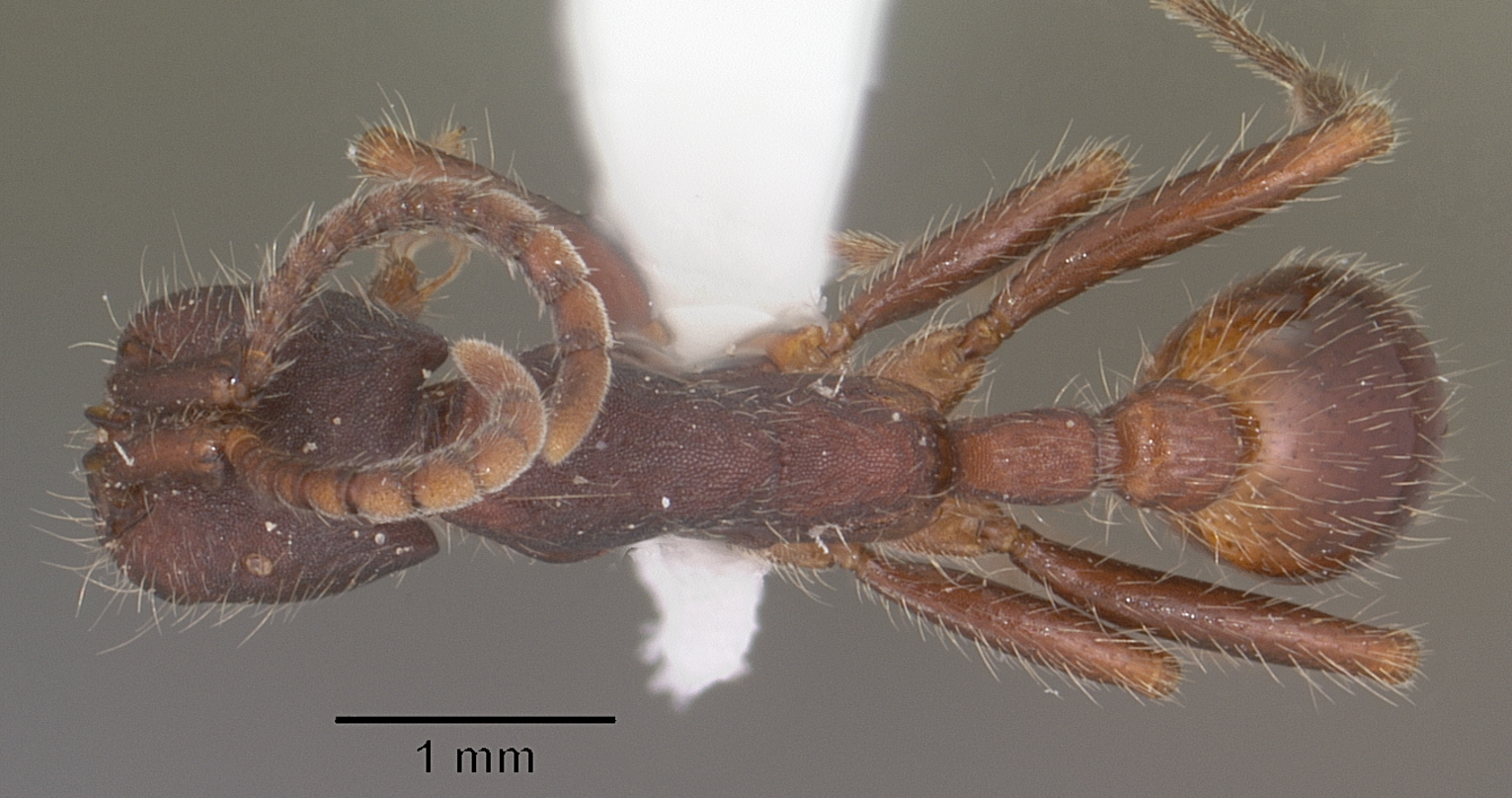
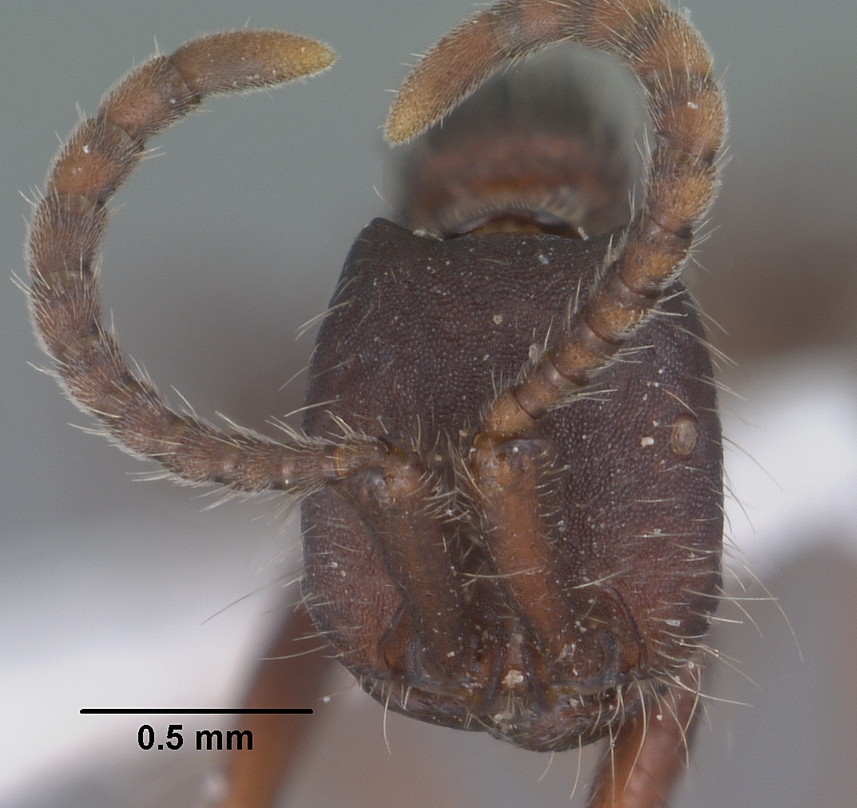